# Гіл Вайнштейн
Гіл Вайнштейн (англ. Gil Vainshtein; нар. 29 жовтня 1984, Україна) — канадський футболіст єврейського походження, півзахисник. На університетському рівні грав за Колледж Андерсона-Броддуса, завдяки вдалим виступам за яким включений до другої Команди зірок Дивізіону II NSCAA/Adidas NCAA Регіону Аппалачі 2005, а також до першої Команди зірок Першої команди Міжколеджиальної атлетичної конференції Західної Вірджинії 2005. На професіональному рівні грав за «Норз Йорк Астрос» та «Італія Шутерс». Вайнштейн грав та був капітаном футбольної команди Канади, яка на Маккабіанських іграх 2009 та 2013 року та вигравала бронзові медалі.

## Кар'єра гравця
На футбольному полі виступав на позиції півзахисника. Навчався в коледжі Андерсона-Броддуса у Західній Вірджинії й закінчив його в 2007 році. Під час навчання у вище вказаному закладі виступав за її футбольну команду. На молодшому курсі включався до другої Команди зірок Дивізіону II NSCAA/Adidas NCAA Регіону Аппалачі 2005. Він також потрапляв до першої Команди зірок Першої команди Міжколеджиальної атлетичної конференції Західної Вірджинії 2005.
У 2007 році грав за «Норз Йорк Астрос» у Канаді. У 2008 році захищав кольори іншого канадського клубу, «Італія Шутерс».
У 2009 році грав і був капітаном команди футбольної команди Канади, яка змагалася на Маккабіанських іграх 2009 року в Ізраїлі та виграла бронзову медаль. Він також грав за збірну Канади на Маккабіанських іграх 2013, з якою вдругк виграв бронзову медаль.

## Статистика виступів

### Клубна
| Клубні виступи    | Клубні виступи     | Клубні виступи    | Ліга  | Ліга | Кубок           | Кубок           | Кубок ліга | Кубок ліга | Континентальні   | Континентальні   | Загалом | Загалом |
| Сезон             | Клуб               | Ліга              | Матчі | Голи | Матчі           | Голи            | Матчі      | Голи       | Матчі            | Голи             | Матчі   | Голи    |
| Канада            | Канада             | Канада            | Ліга  | Ліга | Кубок Вояджерса | Кубок Вояджерса | Кубок ліги | Кубок ліги | Північна Америка | Північна Америка | Загалом | Загалом |
| ----------------- | ------------------ | ----------------- | ----- | ---- | --------------- | --------------- | ---------- | ---------- | ---------------- | ---------------- | ------- | ------- |
| 2007              | «Норз Йорк Астрос» | CSL               | -     | -    | -               | -               | -          | -          | -                | -                | -       | -       |
| 2008              | «Італія Шутерс»    | CSL               | 28    | 0    | -               | -               | -          | -          | -                | -                | -       | -       |
| 2009              | «Італія Шутерс»    | CSL               | -     | -    | -               | -               | -          | -          | -                | -                | -       | -       |
| Усього за кар'єру | Усього за кар'єру  | Усього за кар'єру | -     | -    | -               | -               | -          | -          | -                | -                | -       | -       |